# Aleksander Wolszczan
Aleksander Wolszczan (n. 29 aprilie 1946 în Szczecinek, Polonia) este un astronom polonez care a descoperit prima planete extrasolare și planetă pulsar. El este un profesor de la Universitatea de Stat din Pennsylvania, asociată cu Universitatea Nicolaus Copernicus din Toruń.

## Carieră științifică
Wolszczan a fost educat în Polonia (a devenit Maestru de Științe în 1969 și Doctor în filosofie în 1975 la Universitatea Nicolaus Copernicus din Toruń). El s-a mutat în 1982 în Statele Unite ale Americii pentru a lucra la Universitatea Cornell și Princeton. Mai târziu a devenit un profesor de astronomie la Universitatea de Stat din Pennsylvania, unde la momentul actual el predă în clasa despre univers la 2:30 și 3:45 în clădirea Willard 060. Din 1994 până în 2008, el a fost, de asemenea, profesor la Universitatea Nicolaus Copernicus din Toruń. El este un membru al Academiei Poloneze de Științe.
Lucrând cu Dale Frail, Wolszczan a realizat observări astronomice la Observatoul Arecibo din Puerto Rico, unde a descoperit pulsarul PSR B1257+12 în 1990. Ei au aratat în 1992 că Pulsarul este orbitat de două planete. Razele orbitelor lor sunt de 0,36 și 0,47 UA. Aceasta a fost prima descoperire confirmată a unei planete din afara sistemului solar (acum fiind cunoscute peste 700). 
În 1996, lui Wolszczan i s-a decernat Premiul Beatrice M. Tinsley de către American Astronomical Society și în 2002, el a fost desenat pe un timbru poștal polonez.
În 2003 Maciej Konacki și Wolszczan au determinat înclinațiile orbitale ale celor două planete pulsar, aratând masele lor sunt de aproximativ 3,9 și 4,3 ori masa Pământului.
În 2008 „Gazeta Prawna” a dezvăluit faptul că în 1973-1988 el a fost un colaborator al serviciilor secrete comuniste poloneze, cu nume de cod „Lange”, ceea ce a confirmat însuși Wolszczan. Ulterior demisia sa a fost acceptată de către rectorul Universității Nicolaus Copernicus din Toruń.